# Denisa Saková
Denisa Saková (ur. 17 kwietnia 1976 w Nitrze) – słowacka ekonomistka i polityk, w latach 2018–2020 minister spraw wewnętrznych, od 2023 wicepremier oraz minister gospodarki.

## Życiorys
W 1999 ukończyła studia z zakresu finansów na Uniwersytecie Ekonomicznym w Bratysławie, a w 2006 studia podyplomowe z zakresu ubezpieczeń na tej samej uczelni. Pracowała w branży konsultingowej, m.in. w przedsiębiorstwie Ernst & Young. Była też zatrudniona w firmie E.ON IT Slovakia. W latach 2007–2010 pracowała w Ministerstwie Spraw Wewnętrznych jako dyrektor generalny sekcji do spraw informatyki, telekomunikacji i bezpieczeństwa. Do MSW powróciła w 2012, obejmując stanowisko sekretarza generalnego tego urzędu. W 2016 została powołana na sekretarza stanu w resorcie.
26 kwietnia 2018 z rekomendacji partii SMER objęła stanowisko ministra spraw wewnętrznych w rządzie Petera Pellegriniego. W 2020 z listy swojego ugrupowania uzyskała mandat posłanki do Rady Narodowej. W marcu tegoż roku zakończyła pełnienie funkcji ministra. W czerwcu 2020 opuściła partię SMER wraz z grupą stronników Petera Pellegriniego. Współtworzyła następnie wraz z nim nową formację pod nazwą Głos – Socjalna Demokracja. Z jej ramienia w 2023 z powodzeniem ubiegała się o poselską reelekcję.
25 października 2023 powołana na wicepremiera oraz ministra gospodarki w czwartym gabinecie Roberta Ficy.